# Provincia Hakkâri
Provincia Hakkâri este o provincie a Turciei cu o suprafață de 7,121 km², localizată în partea de sud-est a țării.

## Districte
Hakkâri este divizată în 4 districte (capitala districtului este subliniată): 
- Çukurca
- Hakkâri
- Șemdinli
- Yüksekova